# The Stranger's Return
The Stranger's Return is een Amerikaanse dramafilm uit 1933 onder regie van King Vidor.

## Verhaal
Louise is een pas gescheiden jonge vrouw uit Manhattan. Ze gaat op bezoek naar haar familieboerderij in Iowa. Ze raakt er bevriend met de boer Guy Crane, de man van de ter plaatse erg geliefde Nettie. Wanneer ze haar grootvader bijstaat in een rechtsgeschil met diens inhalige stiefdochter, krijgt ze weer aanzien in de gemeenschap.

## Rolverdeling
| Acteur           | Personage        |
| ---------------- | ---------------- |
| Lionel Barrymore | Grootvader Storr |
| Miriam Hopkins   | Louise Storr     |
| Franchot Tone    | Guy Crane        |
| Stuart Erwin     | Simon Bates      |
| Irene Hervey     | Nettie Crane     |
| Beulah Bondi     | Beatrice Storr   |
| Grant Mitchell   | Allen Redfield   |
| Tad Alexander    | Widdie Crane     |
| Aileen Carlyle   | Thelma Redfield  |